# Katherine Smart
Katherine Smart (geboren 1965 in Edinburgh) ist eine britische Brauerin, Brennerin, Hefewissenschaftlerin und unmittelbare ehemalige Präsidentin des Institute of Brewing and Distilling.

## Werdegang
Smart, geborene Wood, wurde in Malta eingeschult, wuchs jedoch in Biggin Hill, Kent auf, wo sie an der Charles Darwin School, der einzigen weiterführenden Schule der Gegend, unterrichtet wurde. 1987 schloss sie ihr Studium an der University of Nottingham mit einem Bachelor-Abschluss in Biowissenschaften ab.
Nach dem Studium erhielt Smart das Rainbow Research PhD Stipendium und arbeitete in der Forschungsabteilung der Bass Brauerei in Burton-Upon-Trent, wo sie ihren späteren Mann Chris Smart kennenlernte. Ihre Forschung zu Hefe und zur Fermentation in der Brauerei wurde unter der Aufsicht der University of Glasgow durchgeführt und mündete 1990 in einer Promotion in Fermentation und Brauwissenschaft.
Von 1990 bis 1992 arbeitete Smart als Postdoc an der Cambridge University am Institut für Pflanzenwissenschaften zur Stabilität von Fruchtsäften. Anschließend baute sie an der Schule für Biologische und Molekulare Wissenschaften der Oxford Brookes University ein Team auf, das sich mit Hefe- und Brauereiwesen beschäftigt. 2001 war sie maßgeblich am Aufbau der Nationalen Brauereibibliothek der Universität beteiligt.
2005 wurde sie Professorin für Brauwissenschaft an der Nottingham University und war somit die erste Professorin für Brauwissenschaften in Großbritannien. Smart leitete sowohl ihre Brauereiforschung als auch ihr Innovationsprogramm mit dem Ziel einer effizienten Nutzung von Ressourcen wie Wasser und Energie und half beim Aufbau des Bioenergie- und Brauwissenschaftsgebäudes mit einer hochmodernen Kleinbrauerei, die 2011 eröffnet wurde. Smart leitete zudem die Forschung über den Fermentationsschritt der Umwandlung von Biomasse in Bioethanol, einschließlich der logistischen, wirtschaftlichen und sozialen Aspekte, die für die Herstellung von Biokraftstoffen im großen Maßstab erforderlich sind.
Im Jahr 2012 wurde sie Global Chief Brewer für SABMiller, das damals zweitgrößte Brauunternehmen der Welt. Sie war die erste Frau, die diese Rolle innehatte. Nach der Übernahme von SABMiller war sie weiterhin Chefbrauerin bei ABInBev, dem heute größten Brauunternehmen der Welt.
2016 wurde Smart zur Präsidentin des Instituts für Brauerei und Destillation gewählt und erhielt den Ph.D. an der Nottingham University.
2017 verließ sie ABInBev, um zusammen mit ihrem Mann Chris Smart The Surrey Copper Distillery zu gründen.
2018 wurde sie zur Universitätsdozentin für Brau- und Destillationswissenschaften an der Fakultät für Chemieingenieurswesen und Biotechnologie an der Universität von Cambridge und zur Vorsitzenden der Worshipful Company of Brewers ernannt. Darüber hinaus wurde sie als erste Frau in der Geschichte der Brewers’ Company in die Kammer gewählt und am 13. Dezember 2018 in die Brewers’ Hall in London eingewiesen.

## Forschungsschwerpunkte
Zu ihren Forschungsschwerpunkten gehören die Hefezellbiologie, Fermentationswissenschaften, Brau- und Destillationswissenschaften, Rohstofflieferketten, die Umwandlung von Lignocellulose in Biokraftstoffe und die Bioraffination.

## Auszeichnungen und Ehrungen
- 1999[10]: Institute of Brewing and Distilling Cambridge Prize
- 2001–2003: Royal Society Industrial Fellow[1]. Royal Society of the Academy of the Arts, Commerce and Manufacturing, Royal Society of Biology and Institute of Brewing and Distilling.
- 2017: Ehrendoktortitel der Nottingham University[5]